# Equita'Lyon
Equita (ou Longines Equita Lyon) est le nom donné au salon du cheval ayant lieu tous les ans vers fin octobre début novembre à Eurexpo, le Parc d'Expositions Chassieu (Métropole de Lyon). En 2014, pour son 20e anniversaire, Equita Lyon a accueilli près de 150 000 spectateurs. En 2017, Equita Lyon a accueilli 170 000 personnes environ. 
Créé en 1994, le Salon Equita s'étend en 2018 sur près de 130 000 m2 d'exposition, plus de 3 500 chevaux sont présents sur le site durant les cinq jours de compétition au plus haut niveau. Près de 785 exposants sont également présents.

## Événements organisés
Lors de ce salon se déroulent :

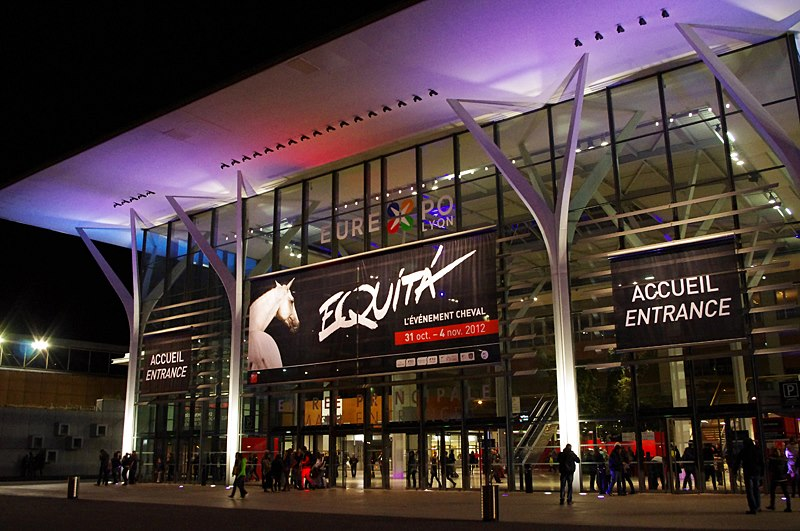
Entrée d'Eurexpo pendant l'édition 2012 d'Equita'Lyon.

- une étape de la Coupe du monde de saut d'obstacles (CSI5*-W).
- une étape de la dressage (CDI-W).
- un CSI-2* et un CSI Jeunes chevaux
- les Finales du Championnat Rhône-Alpes pour les amateurs et Pro, une étape du Grand National, la finale du circuit Para-Equestre et la Finale de l'Amateur Gold Tour (épreuves de saut d'obstacles)
- les Equita Masters présentés par Equidia Life, une épreuve du CSI5* dans laquelle s'affrontent les 20 meilleurs cavaliers mondiaux.
- l'Equita Western Horse Show (Grand Prix Open de Reining, Coupe d'Europe de Barrel Racing, La Finale du Championnat d'Europe de Cutting et les Equita Master Western All Breed).
- la finale du championnat de France des femelles et hongres selle français de 3 ans organisée par l'ANSF.
- Près de 700 exposants présentant les dernieres références de l'équipement du cheval et du cavalier
- Un village enfants de près de 1 500 m2
- un pôle santé

Pendant l'édition 2013, les étapes Coupe du Monde de saut d'obstacles et de dressage ont été remplacées par un CSI-5* et un CDI-4*, Lyon étant la ville hôte des Finales Coupe du Monde en avril 2014.

## Palmarès des Grands Prix

### Saut d'obstacles
- Grand Prix Coupe du monde :
  - 2009 : Beat Mändli (Suisse) et Louis
  - 2010 : Meredith Michaels-Beerbaum (Allemagne) et Checkmate
  - 2011 : Rolf-Göran Bengtsson (Suède) et Casall La Silla
  - 2012 : Pius Schwizer (Suisse) et Verdi III
  - 2014 : Roger-Yves Bost (France) et Quoud'Cœur de la Loge
- Grand Prix 5* présenté par GL Events : 
  - 2013 : Maikel van der Vleuten (Pays-Bas) et VDL Groep Verdi

### Dressage
- Grand Prix Coupe du Monde de dressage
  - 2009 : Anky van Grunsven (Pays-Bas) et Salinero
  - 2010 : Isabell Werth (Allemagne) et Warum Nicht FRH
  - 2011 : Ulla  Salzgeber (Allemagne) et Herzruf´s Erbe
  - 2012 : Adelinde Cornelissen (Pays-Bas) et Parzival
  - 2014 : Adelinde Cornelissen (Pays-Bas) et Parzival
- Grand Prix 4* présenté par Generali : 
  - 2013 : Valentina Truppa (Italie) et Fixdesign Eremo del Castegno

## Fréquentation
En 2015, le salon a attiré 157 366 visiteurs contre 149 000 en 2014. Pour la première fois de son histoire, Equita Lyon enregistre une fréquentation supérieure à celle du Salon du cheval de Paris.
En 2017, le salon a attiré près de 170 000 visiteurs. 

## Identité visuelle

Ancien logo.
Logo actuel.